# Walter Hellenthal
Walter Hellenthal (* 14. September 1896 in Homburg; † 11. Dezember 1969 in Murnau) war ein deutscher Diplomat.

## Leben
Nach dem Besuch des Gymnasiums in Kaiserslautern und Würzburg wurde er im Ersten Weltkrieg eingezogen, machte 1916 das Kriegsabitur und war bis März 1920 Soldat. Entlassen wurde er als Oberleutnant d.R. An den Universitäten Berlin und Würzburg studierte er Rechts- und Staatswissenschaften und promovierte am 23. November 1922 zum Dr. jur. Im Jahre 1923 trat Hellenthal in den Auswärtigen Dienst ein. 1927 wurde er zum Legationssekretär, 1936 zum Konsul ernannt und wurde an den Gesandtschaften in Stockholm und Budapest sowie bei den Generalkonsulaten in Zürich, Sydney und Wellington verwendet. In seiner Zeit als Konsul in Zürich war er zum 1. Mai 1933 der NSDAP beigetreten (Mitgliedsnummer 1.820.910). Von 1938 bis 1943 war er in der Zentrale tätig, machte Militärdienst und wurde Hauptmann. Seit 1939 war er Legationsrat Erster Klasse und Vertreter beim OKW für Wehrmachtpropaganda. Am 5. April 1943 übernahm er mit dem Titel eines Generalkonsuls die Leitung des Konsulats in Monaco. Dort bewirkte er bei Louis II. die Verschärfung der Aufenthaltsbestimmungen für Juden und sorgte damit auch für die Verhaftung des deutschen Kunsthistorikers August Liebmann Mayer, der dann nach in das KZ Auschwitz deportiert wurde, wo er wahrscheinlich im März 1944 ermordet wurde.
Ab November 1944 betreute er den nach Deutschland verschleppten ungarischen Reichsverweser Miklós Horthy in Schloss Hirschberg am Haarsee bei Weilheim in Oberbayern.
Nach Kriegsende war er bis zum 30. Januar 1946 in amerikanischer Internierung. Über seine Entnazifizierung ist nichts bekannt. Zwischen 1947 und 1953 war er Geschäftsführer der Rechtsanwaltskammer Hamm und wurde im Januar 1953 wieder in den Diplomatischen Dienst der Bundesrepublik aufgenommen. Er wurde zunächst Konsul in Osaka-Kōbe und ging im September 1957 in den Libanon, wo er 1958 zum Botschafter ernannt wurde. 
Erst mehrere Jahre nach seiner Pensionierung 1960 wurde 1965 gegen ihn ein Ermittlungsverfahren der Staatsanwaltschaft München wegen seiner Beteiligung an den nationalsozialistischen Verbrechen in Frankreich eröffnet. Das Verfahren wurde 1969 mit dem Tod Hellenthals eingestellt.

## Werke
- Der Tennō, München: Isar-Verlag, 1956.
- Ahnentafel Wolfgang Walter Hellenthal, Claus Peter Hellenthal nebst Beiträgen über Herkunft und Geschichte der Hellenthal, Quirin, Tettenborn, Augstin, Görlitz: Starke, 1937.
- Haus- und Familienentwendung, Würzburg, R.- u. staatswiss. Diss., 1922.